# 凱蘭崔爾
凱蘭崔爾（英語：Galadriel），英國作家J·R·R·托爾金的史詩式奇幻小說《魔戒》中的人物。費納芬的女儿，伊珥雯是她母親，她有三位哥哥，芬羅德·費拉剛、安格羅德和艾格諾爾，丈夫為凱勒鵬。她是諾多族動員前往中土大陸後，唯一還生存的諾多王族。
她是黃金森林羅斯洛立安 （Lothlórien）的女主人（ Lady of the Woods）。精靈三戒之一，水之戒南雅的守护者。
凱蘭崔爾這個名字是辛達林語，意思是「头戴光芒四射花环的少女」，由她的戀人凱勒鵬贈給她的。在維林諾，她的昆雅語名字是Alatáriel，她也稱「高贵的婦女」 （Artanis），「男子般的少女」（ Nerwen），这是因为她的异乎寻常的身高和力量。
費諾在提理安時，從凱蘭崔爾閃耀金光的頭髮中得到靈感，打造精靈寶鑽，他想向凱蘭崔爾拿一根頭髮來研究，但凱蘭崔爾拒絕了費諾。（魔戒遠征隊成員之一金靂，請求凱蘭崔爾給他一根頭髮，凱蘭崔爾不但答應他，而且一給就是三根，引起了眾人騷動。）
羅斯洛立安森林之外的人不知道凱蘭崔爾的存在和歷史，所以把Galadriel和辛達林語一詞 galadh（樹）混淆，轉化成森林精靈 Galadhrim一詞。

## 生平

### 兩個版本的凱蘭崔爾
凱蘭崔爾在雙樹紀時期出生，她的故事是纏擾不清的，有幾個版本的故事收錄在《未完成的故事》中。在《精靈寶鑽》的版本中，凱蘭崔爾熱切地參加及領導諾多族大動亂，有別於其他費納芬家族成員，因為她想擁有能統領一方的領土，有自己的子民。她很少住在兄弟那裡，反而住在她的親屬，舅公多瑞亞斯國王埃盧·庭葛那裡拜會庭葛和美麗安，凱蘭崔爾在多瑞亞斯結識凱勒鵬，他也是庭葛的親屬。
新的版本中，凱蘭崔爾在她母親的家鄉，伊瑞西亞島的澳闊隆迪港遇見泰保路（ Teleporno，即凱勒鵬），後結成夫妻。兩人自行乘船離開了維林諾，對澳闊隆迪流血事件及諾多族大動亂不知情。但凱蘭崔爾依然受維拉禁令影響，因為她的離去沒有得到維拉允許。他們夫妻二人到了多瑞亞斯，受到庭葛的歡迎，凱勒鵬可能是歐威的兒子或孫子，所以特別受到歡迎。諾多族到達了貝爾蘭後，凱蘭崔爾重新聯絡他們。費諾的七個兒子是凱蘭崔爾的敵人，連他們的父親費諾在阿門洲時也認為凱蘭崔爾是最可怕的敵人。
兩個版本中都沒有太多描述凱蘭崔爾和凱勒鵬在精靈寶鑽爭戰史的故事，憤怒之戰中，夫妻二人拒絕維拉原諒，凱蘭崔爾拒絕維拉出於自傲，因此她依然保留在禁令之下。他們旅行到林頓 （Lindon），組織不肯離去的精靈，使之成為吉爾加拉德的子民。之後向東行走，建立了伊瑞詹（和林）王國，聯絡安都因河 （Anduin）的南多精靈 （Nandorin）。接著他們離開了那裡，經過摩瑞亞，到達羅斯洛立安森林，凱蘭崔爾成為羅斯洛立安的统治者，而伊瑞詹則由凱勒布理鵬管治。凱蘭崔爾和凱勒鵬在羅斯洛立安生下女兒凱勒布理安，凱勒布理安嫁給瑞文戴爾的半精靈愛隆。

### 考驗

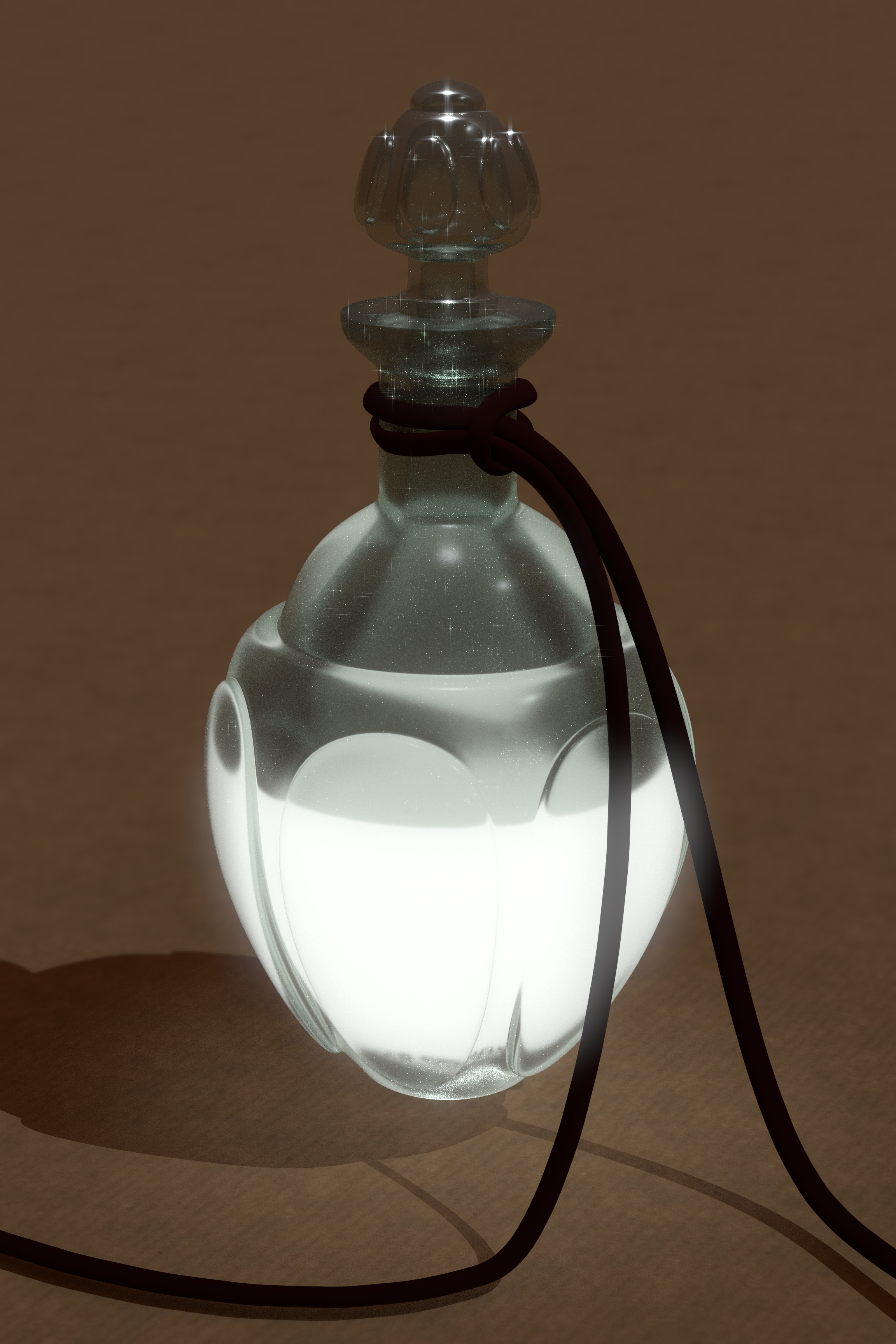
凱蘭崔爾賜予佛羅多的水晶瓶。

第二紀元，黑暗魔君索倫打造了至尊魔戒，結果伊瑞詹被消滅，水之戒南雅送到凱蘭崔爾處，不過凱蘭崔爾明白，索倫擁有至尊魔戒一日，她就不能使用南雅。第三紀元，索倫敗亡，凱蘭崔爾戴上南雅，南雅力量所到之處，時間停頓，歡笑展現。與南雅力量有關的還有凱蘭崔爾之鏡 （Mirror of Galadriel），這是一面銀盆，能知過去、現在和未來。其實在這時，凱蘭崔爾之力量和智慧已極巨大。即使沒有配戴南雅，她仍是中土大陸上最強大的精靈。後來她重回極西之地，力量也仍是超凡的。因為她是絕無僅有在中土創立一番偉業之女王。
在《魔戒》中，魔戒遠征隊逃出摩瑞亞，凱蘭崔爾在卡拉斯加拉頓 （Caras Galadhon）接見他們。凱蘭崔爾測試他們的決心（波羅莫認為這是測試誘惑）。反過來，佛羅多·巴金斯自動奉上至尊魔戒，凱蘭崔爾沒想到自己朝思暮想的至尊力量送至面前，但她的智慧已經達到顛峰，壓倒了統治全中土大陸的慾望。她拒絕了至尊魔戒，亦知道精靈時代結束了，唯有失望地說：「我通過了試煉，我願意隨歷史消逝，遁入西方，繼續保有凱蘭崔爾的名號。」當魔戒遠征隊離開，凱蘭崔爾各送一件禮物，及精靈斗篷、小船和食物。她給佛羅多的禮物是在所有光亮皆消逝之際仍可散發光明的埃蘭迪爾之光，這對後來佛羅多與山姆在對抗大蜘蛛屍羅的過程中起了很大幫助。
索倫敗亡後，凱蘭崔爾親自參與了摧毀多爾哥多的戰役。
第四紀元，凱蘭崔爾乘船沿筆直航道返回維林諾，同船包括甘道夫、愛隆、佛羅多·巴金斯和比爾博·巴金斯，獨自留丈夫凱勒鵬在中土大陸。因為她拒絕了至尊魔戒，所以得以解除了維拉禁令。

## 詩歌

### 凱蘭崔爾之詩歌
「在羅瑞安，在黃金林
在那凡人罕至的森林，
只有極少凡人曾看過那光芒，
永恆不變，耀目閃爍的光芒。
凱蘭崔爾！凱蘭崔爾！
妳的井水潔淨名聞遐邇；
潔白玉手中星辰閃亮，
純潔無暇的森林高尚。
在羅瑞安，在黃金林
在那凡人難明的美麗樹林。」
由甘道夫所作和頌唱。

### 凱蘭崔爾之歎
「我歌頌樹葉，黃金的樹葉，遍地生長的黃金色樹葉：
我吟唱微風，那吹過枝枒的微風，聽著它輕撫樹葉。
在月光下，太陽之外，水花在海面上四濺，
在伊爾馬林的河流旁，生長著黃金樹的枝幹，
在艾達馬的暮星照耀下閃耀，
在艾達馬旁，精靈的提理安城下閃爍，
黃金的樹葉生長在華麗延伸的時光上，
但在分隔的大海外，精靈的眼淚成行。
喔！羅瑞安！冬天已來，枯萎而無葉的歲月；
樹葉落入水中，河流流入永夜。
喔！羅瑞安！我已在三角洲上居住太久，
在褪色皇冠上黃金色的伊拉諾花纏扭，
若是我吟唱船隻的歌謠，會有什麼船到我身邊，
有什麼船可戴我到對岸？」
由凱蘭崔爾所作及頌唱。

## 電影中的凱蘭崔爾
由彼得·傑克森執導的電影《魔戒》，凱蘭崔爾一角由凱特·布蘭琪飾演（照片中正是凱特·布蘭琪），電影一開頭，就是凱蘭崔爾的獨白，敘述序幕，解釋至尊魔戒和精靈及人類最後同盟等事件。早期的計劃中，彼得·傑克遜曾考慮讓佛羅多或甘道夫敘述序幕，但佛羅多並不是在幾萬年前就出現的人物，從未親歷事件，所以不合適。甘道夫雖然長生不死，但他是在第三紀元初，索倫敗亡之後，才由維林諾乘船到達中土世界，所以亦不合適。唯一長生不死，而又親歷所有事件的人，唯有凱蘭崔爾了。
以後的情節中，凱蘭崔爾頻繁地和愛隆用傳心術交換意見，但書中沒有這樣的敘述。原著的聖盔谷（ Helm's Deep）大戰，凱蘭崔爾根本沒有派精靈參加這場戰爭，因為羅斯洛立安在索倫威脅之外，而且索倫也不敢對凱蘭崔爾動手。
凱特·布蘭琪表示很喜歡飾演這個角色，她認為凱蘭崔爾是個「聖潔的角色」，也是「唯一一個能夠真正考驗佛羅多的人」。
在2012至2014年間上映的魔戒前傳《哈比人》三部曲中，凱蘭崔爾在聖白議會對多爾哥多的攻擊中救出了受困的甘道夫，並用艾蘭迪爾之光驅離了索倫和戒靈；原著小說裡則對此無詳細描述。
凱特·布蘭琪在出演《哈比人》裡的凱蘭崔爾前，還特別向編劇菲利帕·鮑恩斯和法蘭·華許請教這個角色與魔戒時期的差異之處。

## 电视剧中的凱蘭崔爾
2022年美剧《魔戒：力量之戒》中，由英國威爾斯女演员莫菲德·克拉克饰演凱蘭崔爾。